# Hrasno
Hrasno (v srbské cyrilici Храсно) je místní část (bosensky naseljeno mjesto) hlavního města Bosny a Hercegoviny, Sarajeva. Administrativně je součástí općiny Novo Sarajevo.
Hrasno se nachází jižně od řeky Miljacky, na jejím levém břehu. Obklopují jej místní části Grbavica a Čengić vila. Místní část tvoří především panelové domy a mimo jiné zde stojí obchodní komplex Bosmalov gradski centar. Během Obléhání Sarajeva se až k Hrasnu rozléhala oblast obsazená Vojsky Republiky srbské. Místní panelové domy proto nesly ještě dlouhou dobu po skončení války známky bojů.
Místní část je obsloužena trolejbusy.